# Kortnäbbad minivett
Kortnäbbad minivett (Pericrocotus brevirostris) är en asiatisk fågel i familjen gråfåglar inom ordningen tättingar.

## Kännetecken

### Utseende
Kortnäbbad minivett är en 20 cm lång svart och röd (hane) eller grå och gul (hona) fågel. Hanen har svart på huvud, strupe och ovansida, rött på resten av undersidan, yttre stjärtpennorna och röda inslag i vingen. Den är mycket lik långstjärtad minivett, men saknar rött nerför armpennorna. Honan är grå och gul där hanen är svart och röd. Till skillnad från hona långstjärtad minivett har den tydligt gult i pannan och på örontäckarna samt gult på strupen i samma nyans som resten av undersidan (hona långstjärtad minivett har blekare strupe och grå örontäckare).

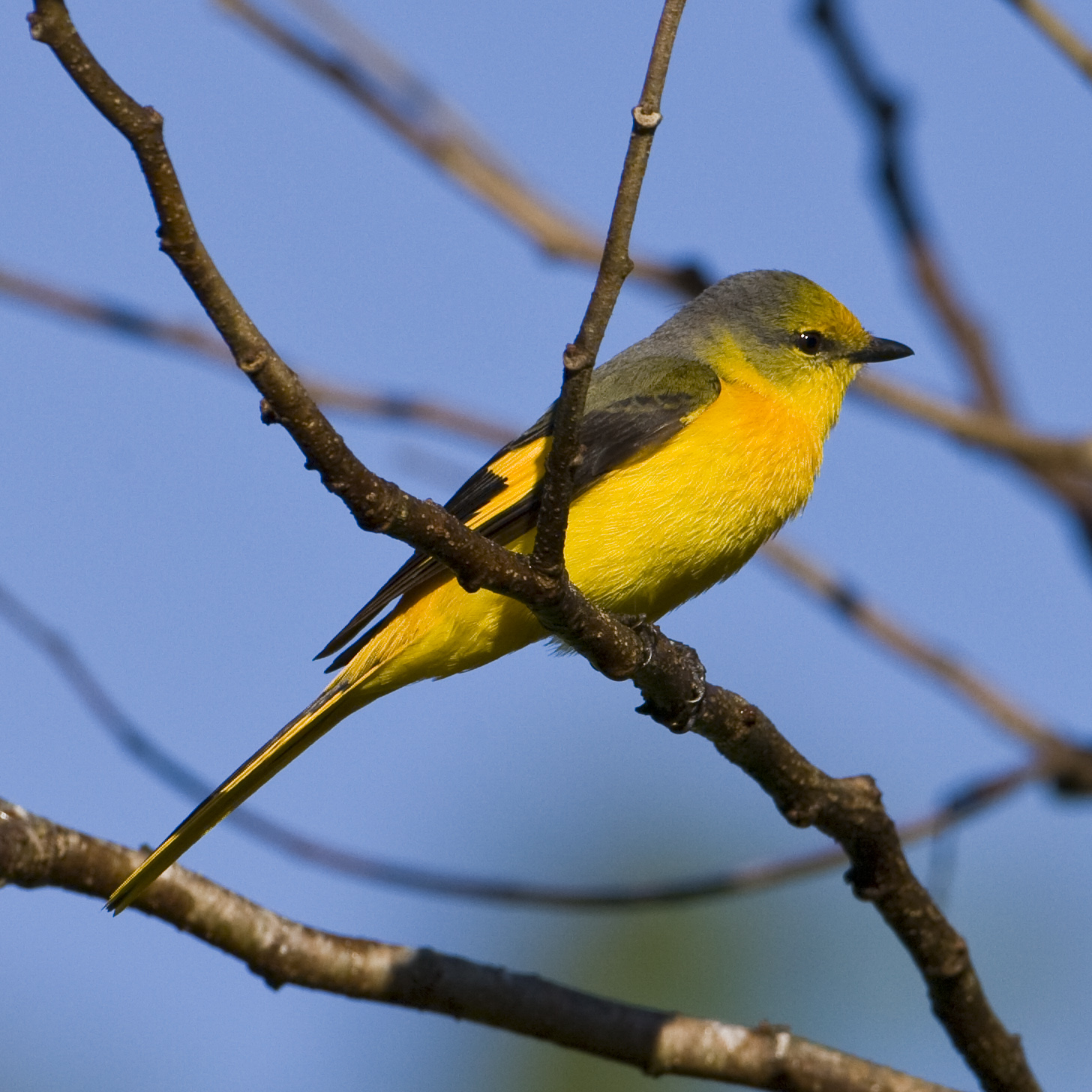
Hona kortnäbbad minivett.

### Läte
Lätet är ett tydligt, tunt och behagligt visslande "tsuuuit". Som kontaktläte hörs ett torrt "tup".

## Utbredning och systematik
Kortnäbbad minivett delas in i fyra underarter med följande utbredning:
- Pericrocotus brevirostris brevirostris – förekommer från östra Himalaya till sydöstra Tibet, Nepal och västra Assam
- Pericrocotus brevirostris affinis – förekommer från sydvästra Kina (södra Sichuan till västra Yunnan) till östra Assam och nordvästra Myanmar
- Pericrocotus brevirostris neglectus – förekommer från norra Thailand till norra Tenasserim och norra Laos
- Pericrocotus brevirostris anthoides – förekommer från sydvästra Kina (sydöstra Yunnan, Guangxi och Guangdong) till norra Vietnam

Tidigare ansågs långstjärtad minivett (P. ethologus) vara en del av kortnäbbad minivett. Dessa häckar dock delvis sympatriskt med varandra.

## Levnadssätt
Kortnäbbad minivett hittas i städsegrön lövskog, i skogsbryn och ibland i tallskog. Den ses i par, ofta i flockar med blandade fågelarter, som rör sig genom lövverket på jakt efter leddjur men också knoppar. Fågeln häckar mellan mars och april. Den lägger tre ägg i ett prydligt skålformat bo som placerats cirka tio meter ovan mark på en vågrät gren.

## Status och hot
Arten har ett stort utbredningsområde och en stor population med stabil utveckling och tros inte vara utsatt för något substantiellt hot. Utifrån dessa kriterier kategoriserar internationella naturvårdsunionen IUCN arten som livskraftig (LC). Världspopulationen har inte uppskattats men den beskrivs som ganska vanlig till lokalt vanlig i Myanmar, nordvästra Thailand, Laos och norra Vietnam, ovanlig i Kina och fåtalig i Himalaya.